# Liste der Naturschutzgebiete im Landkreis Dillingen an der Donau
Im Landkreis Dillingen an der Donau gibt es fünf Naturschutzgebiete. Das größte Naturschutzgebiet ist das 1983 eingerichtete Naturschutzgebiet Gundelfinger Moos.
| Name                               | Bild | Kennung                      | Einzelheiten | Position | Fläche Hektar | Datum |
| ---------------------------------- | ---- | ---------------------------- | --- | -------- | ------------- | ----- |
| Apfelwörth                         |      | NSG-00518.01 WDPA: 162232    | Höchstädt Größtes und besterhaltenes Altwassersystem Schwabens mit großflächigen aquatischen und amphibischen Lebensräumen.                                                                                                 | ⊙        | 187,82        | 1983  |
| Dattenhauser Ried                  | BW   | NSG-00255.01 WDPA: 162711    | Bachhagel Eines der wenigen Juramoore und das größte Feuchtgebiet der gesamten Schwäbischen Alb. | ⊙        | 209,27        | 1985  |
| Gundelfinger Moos                  |      | NSG-00174.01 WDPA: 81785     | Gundelfingen Rest einer Flußtalvermoorung im Donauried, entstanden durch Versumpfung und gleichzeitig Quellwasserzutritte von der Schwäbischen Alb her.                                                                     | ⊙        | 225,45        | 1983  |
| Naturwaldreservat Neugeschüttwörth |      | NSG-00113.01 WDPA: 82218     | Schwenningen Auwaldkomplex der Donau mit Altwassern und „Brenne“ gegenüber Gremheim. Reliktraum für Wasser- und Sumpfpflanzen und Vorkommen von Wiesenvögeln.                                                               | ⊙        | 43,85         | 1978  |
| Topflet und Obere Aschau           | BW   | NSG-00749.01 WDPA: 555560669 | Günzburg, Gundelfingen an der Donau Der Donauabschnitt umfasst naturnahe Auwaldbestände, Kalkmagerrasen, ein verzweigtes Netz von Gewässern und das auetypische Geländerelief. LK Dillingen 22,55 ha, LK Günzburg 105,30 ha | ⊙        | 127,85        | 2013  |
| Legende für Naturschutzgebiet      |      |                              | |          |               |       |